# Vaiere Mara
Vaieretiai Mara, ismertebb nevén Vaiere Mara (1936-2005) francia polinéz szobrász. Ő volt az első modern polinéz szobrász, és az első polinéz művész, aki aláírta műveit.
Joseph Kimitete szobrász tanítványa, aki Marquesan tiki szobrászaként kezdte, gyorsan kialakította személyes stílusát, amely az első modern polinéz szobrásszá tette. Ő az első polinéz művész, aki aláírta műveit. Leggyakrabban a MARA V. Nagyon termékeny, köszönhetünk neki számos fehér korallból készült mellszobrot, valamint olyan innovatív polinéz témákat, mint a tahiti tamaaraa (tahiti ebéd), a disznóvadászat és még az értékes fából készült domborművek is. A hatvanas évek végén Jean Sicurani kormányzó személyesen szerzett egy monumentális Hinát. A Patrick O Reilly munkájából ismert szobrot a Köztársaság Főbizottsága őrizte meg, és 2021-ben állították ki először a nagyközönség számára a Francia Polinéziai Egyetemen, a világnapi művészet részeként.
1978-ban Patrick O'Reilly könyvet szentelt a szobrásznak Bois légendaires de Mara sculpteur Tahitien címmel, amelyet a Hachette Pacifique adott ki.
Az 1970-es évek végén Francis Sandford kormányának megbízásából kitüntetéseket készített a Francia Polinéziai Képviselőház számára.
2005-ben bekövetkezett halála után a szobrász gyorsan a feledésbe merült, mígnem egy argentin galériatulajdonos, Miguel Hunt 2012-ben újra felfedezte, és 2014-ben összegyűjtött egy szoborgyűjteményt, amelyből több kiállítás is indult. 2015-ben Jean Guiart professzor Connexions című folyóiratában közölt egy hosszú szöveget a szobrászról, majd 2018 áprilisában egy különszámot, amely Mara műveinek leltárának szentelte. A számos látványelem mellett Jean-Luc Coudray és Jean Duday szövegei, valamint a szobrász gyermekeivel készült interjúk teszik lehetővé életrajzának újrakövetését.
2019-ben a szobrászról egy dokumentumfilmet készített Jonathan Bougard, egy művész, aki öt évet szentelt neki, és több mint 500 szobrot talált. A dokumentumfilmet a TNTV csatorna, majd a Musée du Quai Branly Jacques Chirac sugározta 2020 elején a rendező jelenlétében.
Munkásságának retrospektíváját a Tahiti és a szigetek múzeuma már régóta bejelentette.

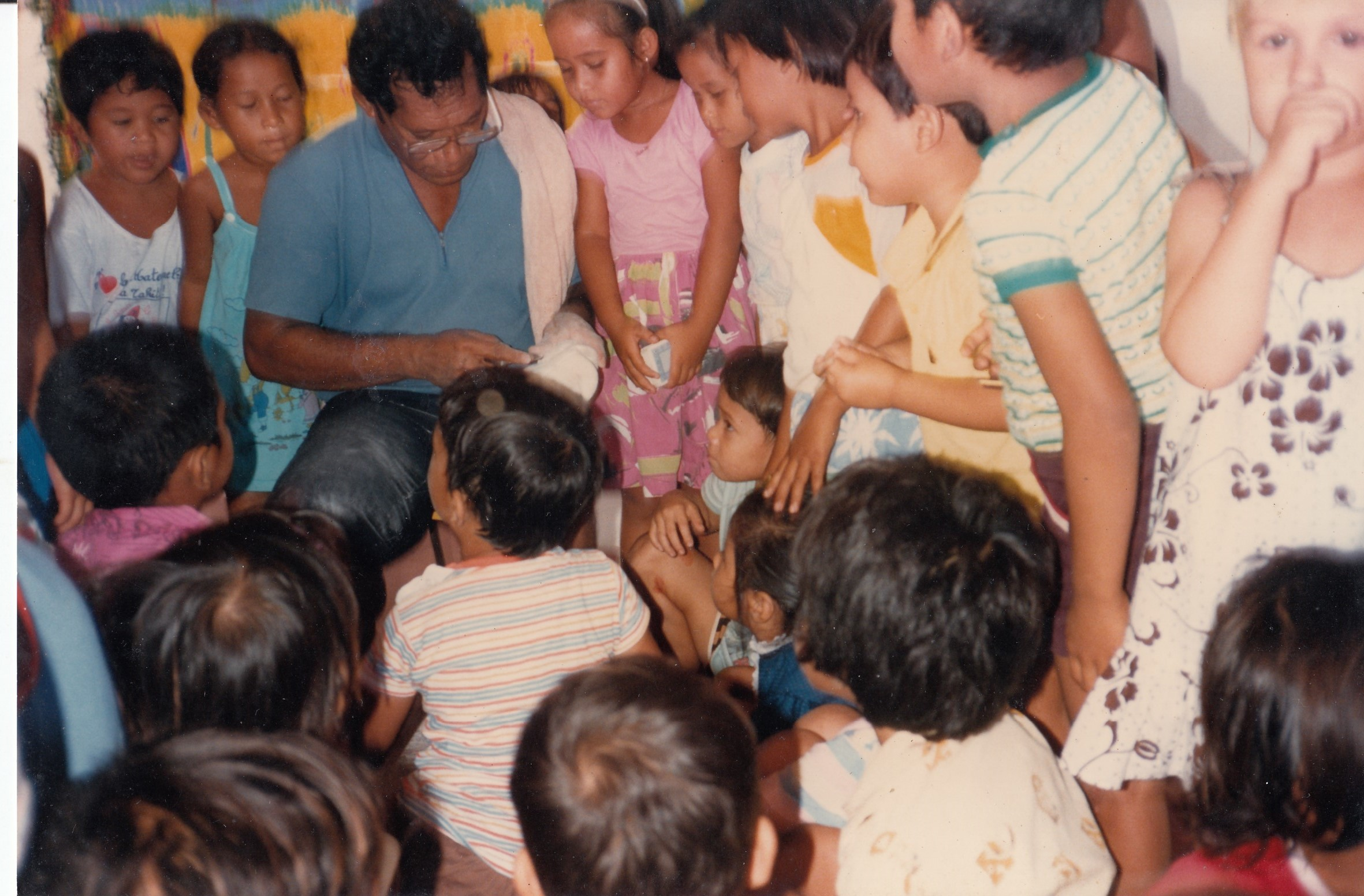
Vaiere Mara egy koralldarabot farag egy raiateai osztály diákjai előtt

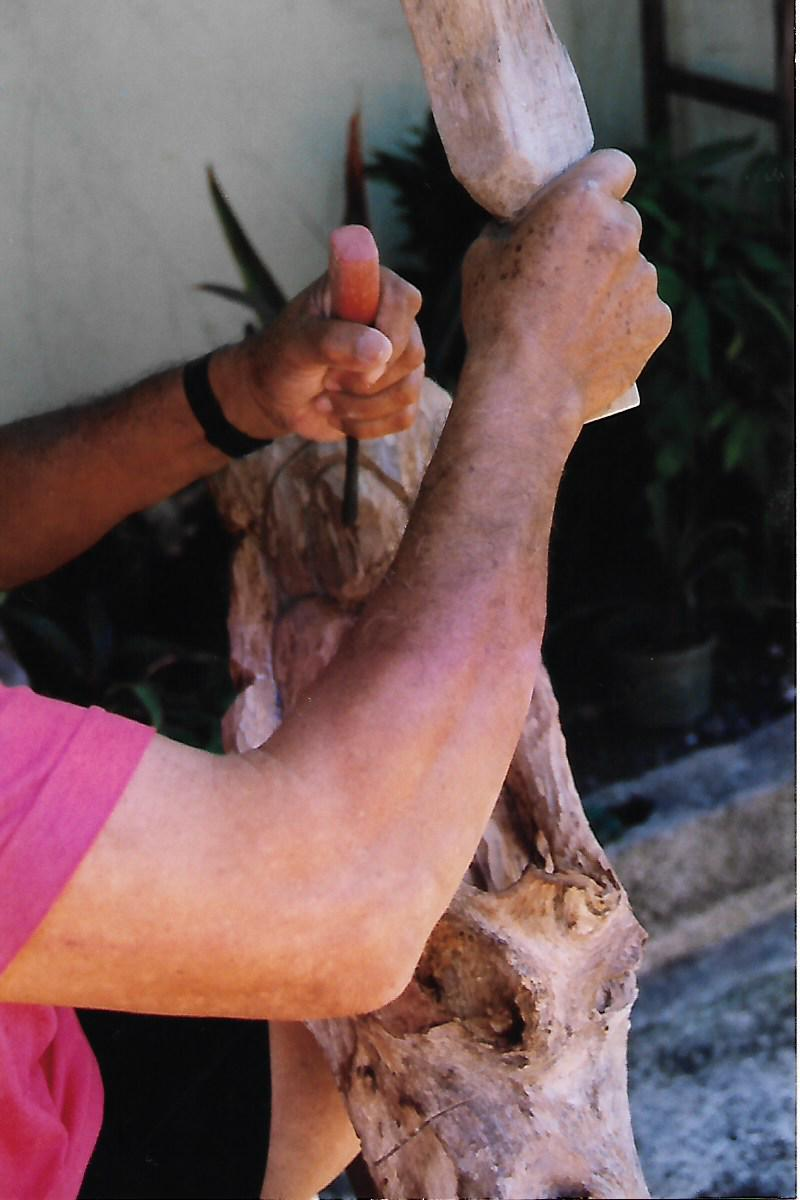
Vaiere Mara szobrász kezei, akik fán dolgoznak vájtkal és kalapáccsal

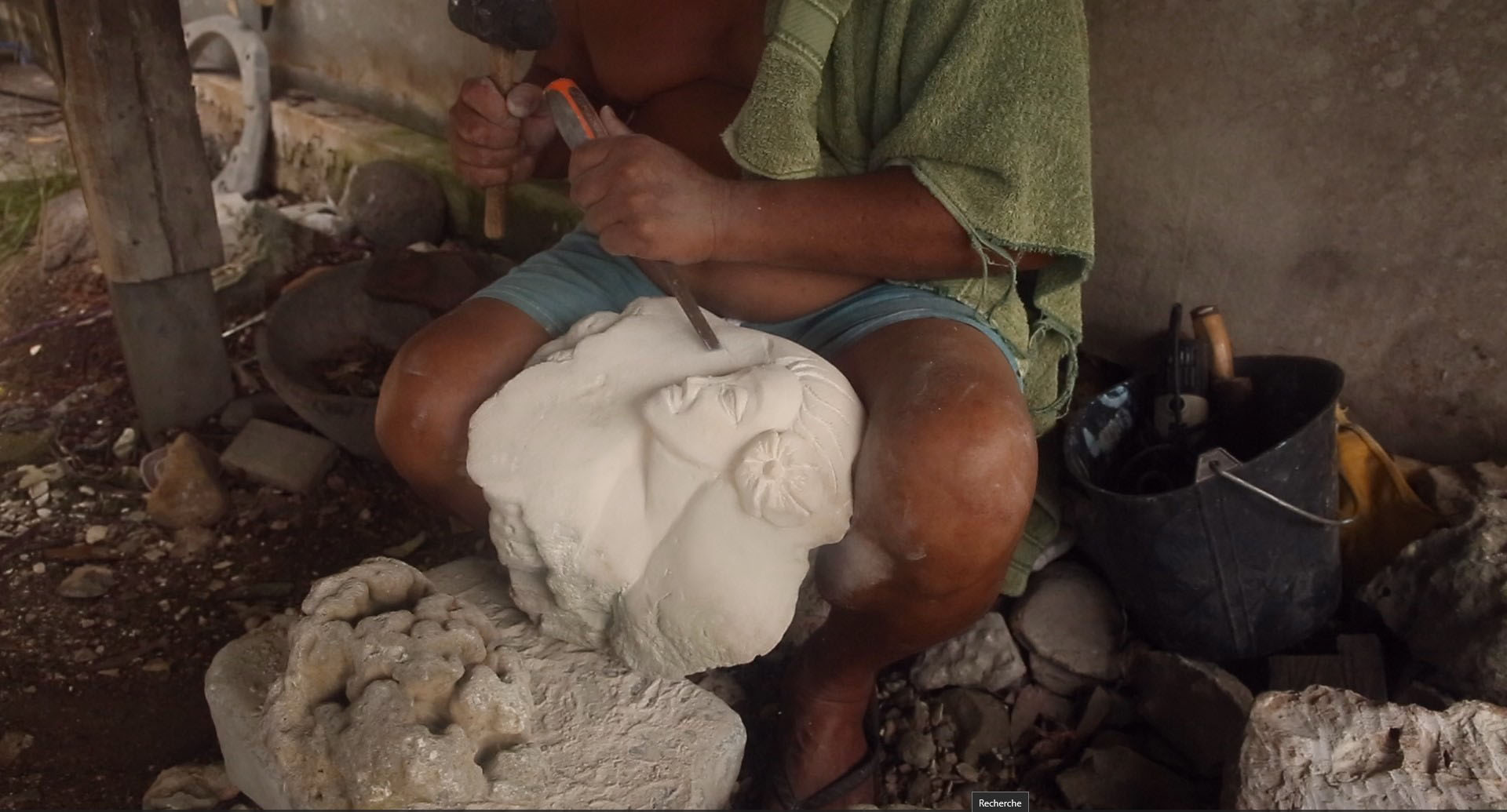
Mateha Mara, Vaiere Mara fia favésővel és kalapáccsal megmunkál egy koralltömböt

## Fordítás
Ez a szócikk részben vagy egészben  a   Vaiere Mara című francia Wikipédia-szócikk ezen változatának fordításán alapul.  Az eredeti cikk szerkesztőit annak laptörténete sorolja fel. Ez a jelzés csupán a megfogalmazás eredetét és a szerzői jogokat jelzi, nem szolgál a cikkben szereplő információk forrásmegjelöléseként.